# Josef Oxfort
Josef Oxfort (* 12. Februar 1923 in Fulda; † 24. Juni 1996 in Stuttgart) war ein deutscher Bauingenieur.

## Biografie
Oxfort war 1940 bis 1944 in der Luftwaffe als Pilot und studierte ab 1944 Flugzeugtechnik an der Technischen Akademie der Luftwaffe in Berlin-Gatow. 1945 studierte er stattdessen Bauingenieurwesen an der TH Darmstadt mit dem Abschluss 1951. Sein wichtigster Lehrer war Kurt Klöppel. Danach war er im Brückenbau in der Bauindustrie zunächst bei der Dortmunder Union Brückenbau, wo er stellvertretender Leiter und Handlungsbevollmächtigter der Abteilung Hochbau wurde, später bei der Rheinstahl Union Brückenbau AG. Zuletzt war er auch für Sonderaufgaben im gesamten Stahlbaubereich und Computeranwendung zuständig. 1960 promovierte er extern bei Klöppel und Udo Wegener in Darmstadt (Dissertation: Über die Begrenzung der Traglast eines statisch unbestimmten biegesteifen Tragwerks aus Baustahl durch das Instabilwerden des Gleichgewichts). 1969 wurde er als Nachfolger von Walter Pelikan Professor für Stahl- und Holzbau an der Universität Stuttgart. 1988 wurde er emeritiert.
Ein Schwerpunkt seiner Forschung war Kranbahnbau.

## Schriften (Auswahl)
- Beitrag zum exzentrischen Lastangriff an Kranbahnträgern, Stahlbau, 1963, Heft 7, S. 213–216
- Beitrag zur Betriebsfestigkeitsuntersuchung von Stahlkonstruktionen bei beliebiger Form des Beanspruchungskollektivs. In: Stahlbau, Band 38, August 1969, S. 210, 241–247.
- Zur Beurteilung der Festigkeit stählerner Kranbahnkonstruktionen gegen die häufig wiederholt auftretenden Belastungen. In: Stahlbau, Band 37, Juli 1968, S. 207–212.
- Zur Kraftübertragung in den Anschlüssen einseitiger Querschnittsverstärkungen. In: Stahlbau, Band 41, Mai 1972, S. 142–144.
- Zur Berechnung von Metall-Kranbahnträgern. In: Stahlbau, Band 42, März 1973, S. 94–95.
- Querschnittswerte der Walzprofile für die Bemessung biegesteifer Stabwerke nach dem Traglastverfahren. In: Stahlbau, Band 42, April 1973, S. 105–107.
- Versuche zum Beul- und Krüppelverhalten von unversteiften Trägerstegblechen unter zentrischen und exzentrischen Einzellasten auf dem Obergurt, Stahlbau 1983, Heft 10, S. 309–312
- mit H.-U. Gauger: Erweiterung der Berechnung der Traglast von Stahlfahrbahnen  mit torsionssteifen Längsrippen für die Brückenklasse 60/30, Stahlbau, 1983, Heft 12, S. 353–358
- mit H.-U. Gauger: Beultraglast von Vollwandträgern unter Einzellasten, Stahlbau 1989, Heft 11, S. 331–339